# Kö-Galerie
Die Kö-Galerie ist ein innerstädtisches Einkaufs- und Bürozentrum in Düsseldorf. Es befindet sich in der Königsallee, nach der es auch benannt wurde.

## Architektur und Entwicklung
Die Kö-Galerie ist den italienischen „gallerie commerciali“ des 19. Jahrhunderts, etwa der Galleria Umberto I, in postmoderner Architektur nachempfunden. Vier zweigeschossig angelegte Einkaufsstraßen, benannt nach den Himmelsrichtungen, laufen auf eine 25 m hohe, glasgedeckte Kuppelhalle zu. Das Hauptportal an der Königsallee 60 ist als Arkade ausgebildet. Einer der Segmentbögen der Arkade, jener, der über der Hauptachse der anschließenden Ladenpassage liegt, ist zweigeschossig ausgeführt. Über diesem Bogen ist ein Glaserker mit Glaskuppel angeordnet, der das Hauptgesims des Portalhauses bis in das Dachgeschoss hinein turmartig durchbricht. Ein weiterer Zugang an der Königsallee mit Einkaufsstraße befindet sich im Haus Nr. 58. Insgesamt verfügt die Kö-Galerie über 20.000 m² Verkaufsfläche und 30.000 m² Bürofläche.
Die Galerie wurde am 21. September 1986 eröffnet. Bauherr und Architekt war Walter Brune. 2006 wurde die Kö-Galerie von Brune an ein Joint-Venture unter Führung von Merrill Lynch veräußert. An dem Joint-Venture war ECE mit einem kleineren Anteil beteiligt. Ende November 2008 gab die Centermanagementgesellschaft Gustav bekannt, das Einkaufszentrum ab 2009 bei laufendem Betrieb vollständig renovieren und umzustrukturieren zu wollen. Die Arbeiten für rund 40 Millionen Euro wurden im Herbst 2011 weitgehend abgeschlossen. Die Kö-Galerie wurde Ende 2012 unter Einbindung des Nachbarhauses Steinstraße 11 an das benachbarte Einkaufszentrum Sevens Center angebunden. 2014 erfolgte ein Verkauf an die Allianz Real Estate für rund 300 Mio. Euro, das Center-Management übernahm ECE Projektmanagement.

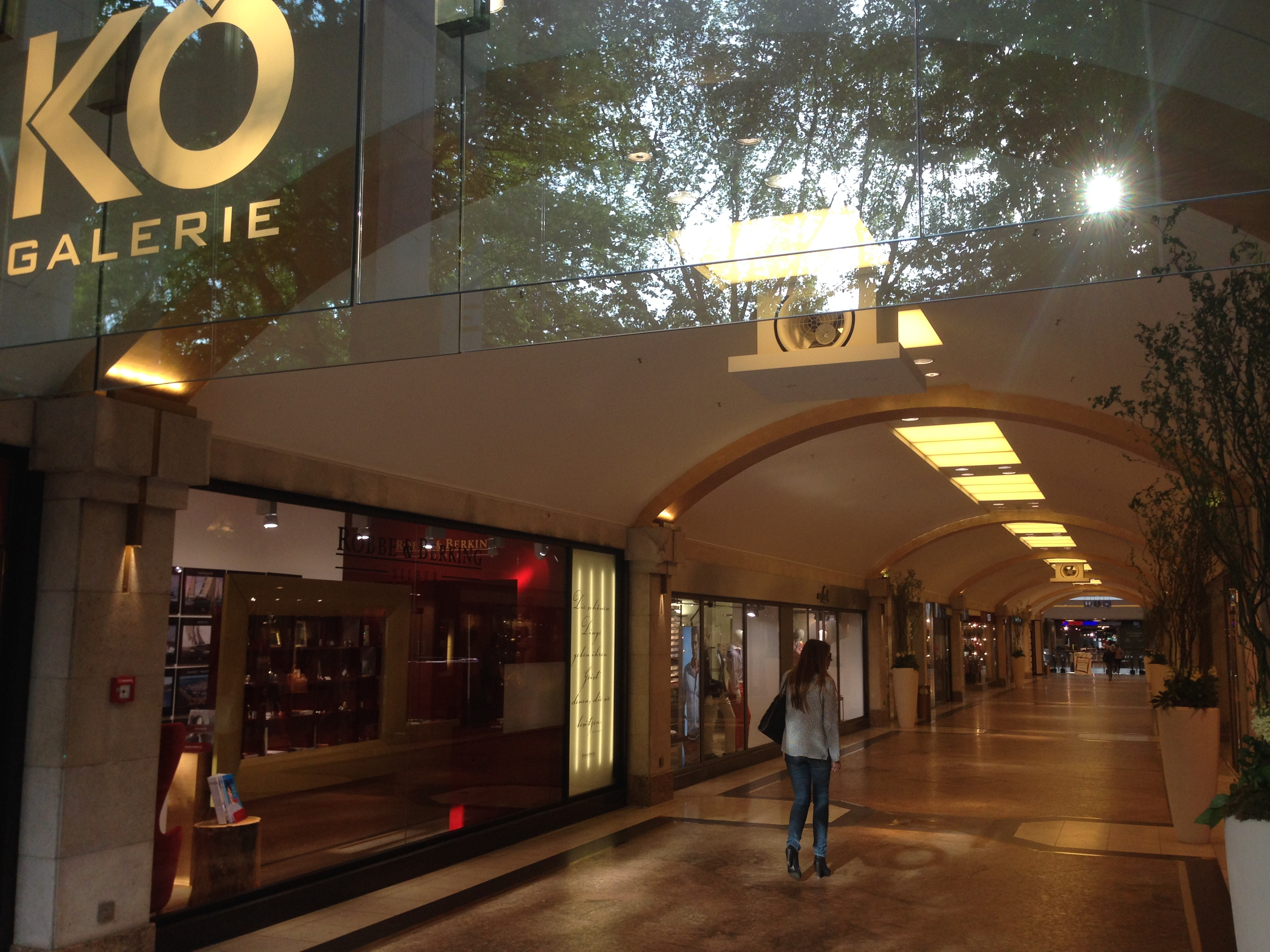
Ladenpassage in der Kö-Galerie, 2014
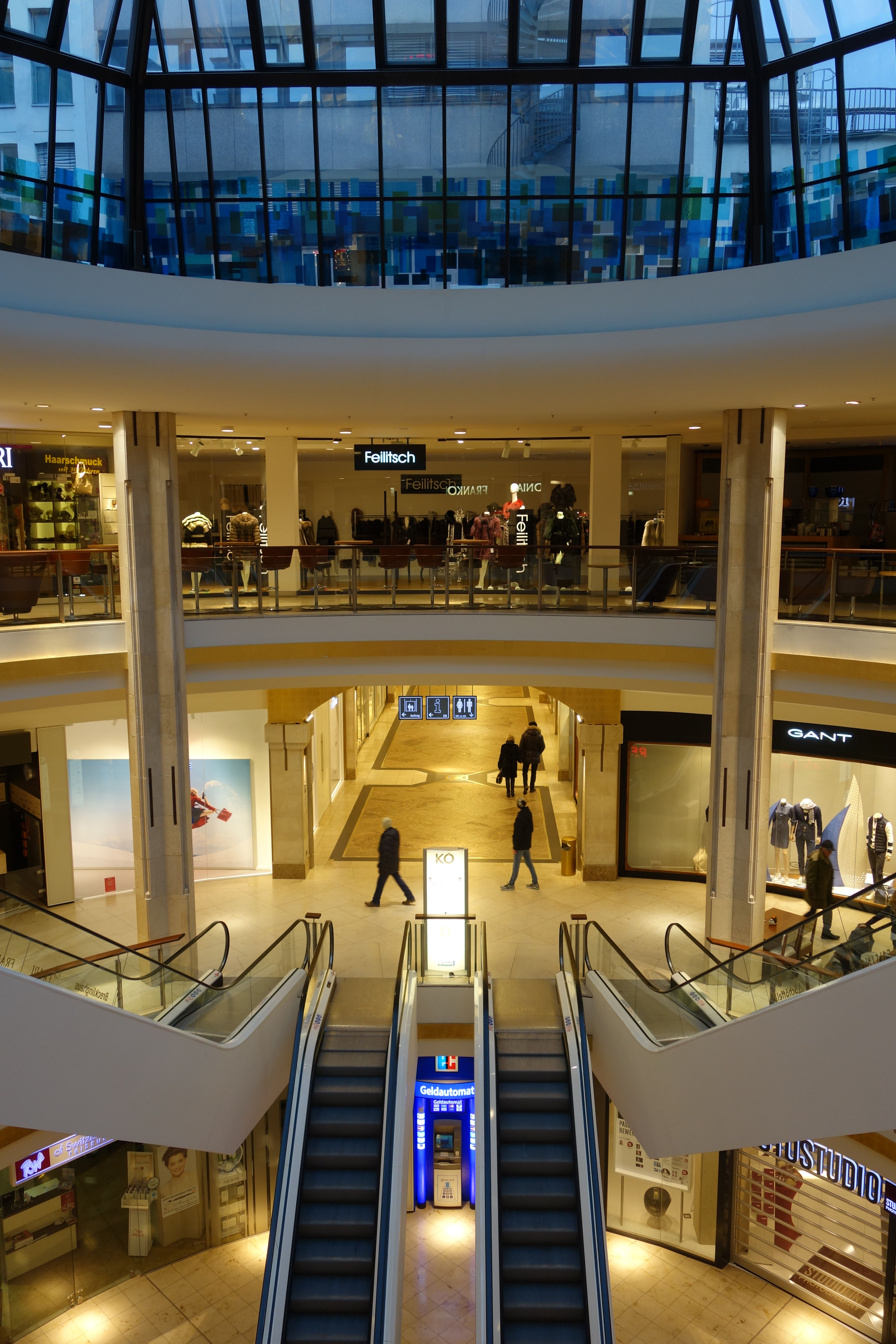
Zentrale Kuppelhalle, 2016
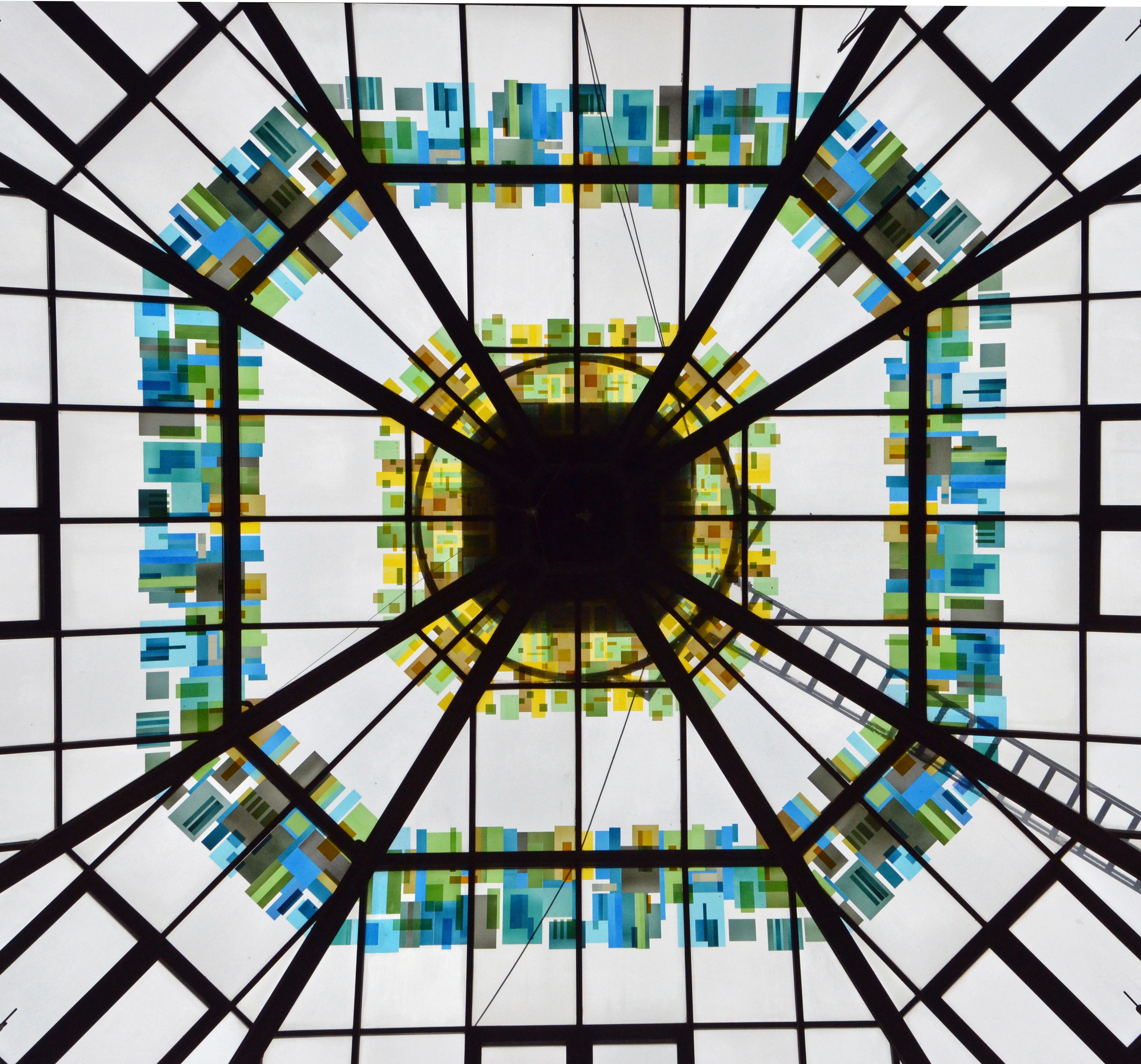
Kuppel mit Glasmalerei von Heinz Lilienthal
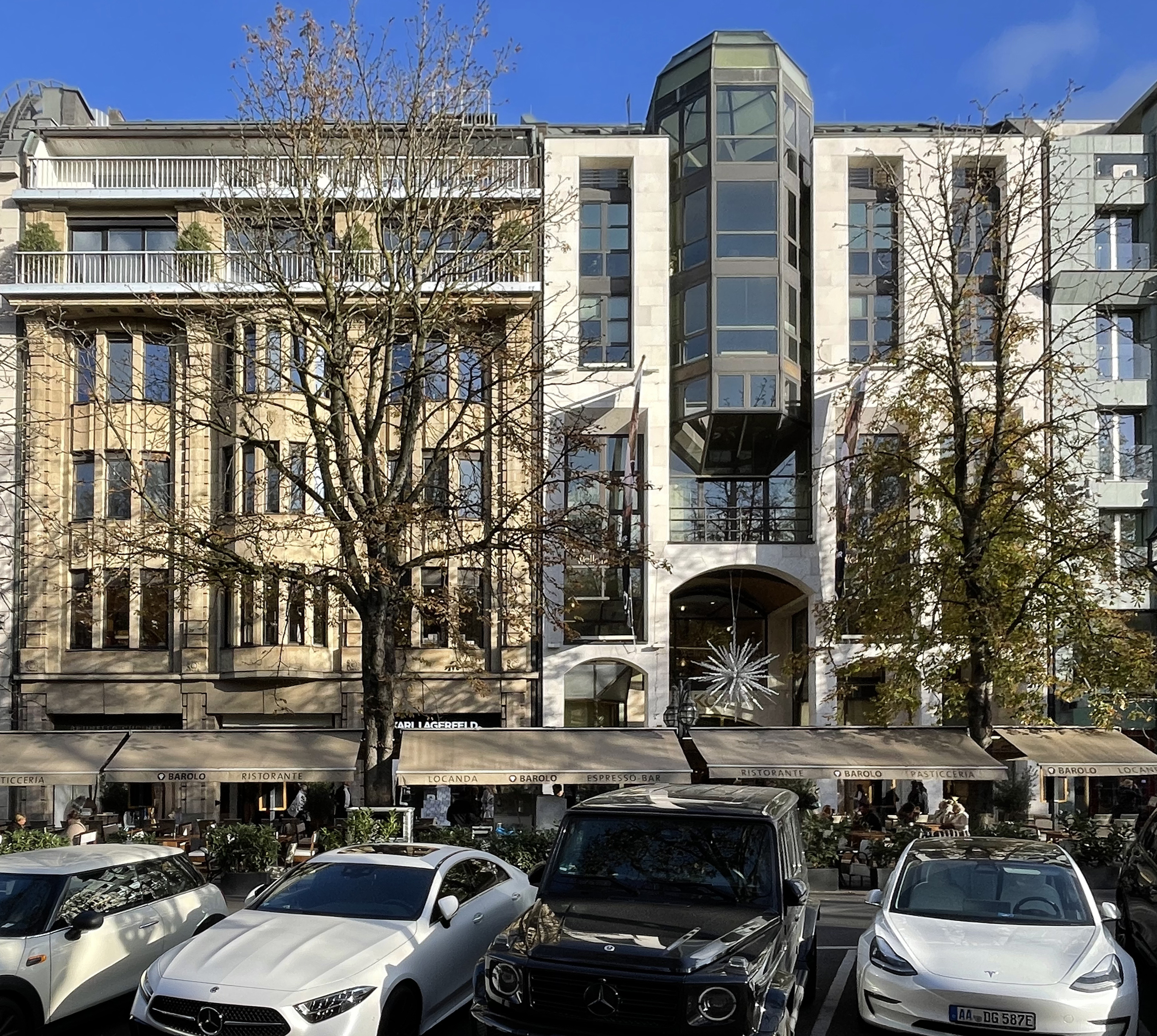
Königsallee 58 und 60, 2022

## Lage und Verkehrsbeziehungen
Die Kö-Galerie liegt im mittleren Abschnitt der Königsallee zwischen Steinstraße und Grünstraße. Es bestehen Zugänge zu den drei vorgenannten Straßen sowie zur Berliner Allee, wo die Kö-Galerie in die Kassenhalle des Hauptsitzes der Stadtsparkasse Düsseldorf übergeht. Ebenso besteht ein Anschluss zu einer weiteren Passage, dem „Kö-Karree“. Zusammen mit dem benachbarten Einkaufszentrum Sevens Center nimmt die Kö-Galerie den gesamten Straßenblock ein. Weiterhin verfügt die Kö-Galerie über ein öffentliches Parkhaus mit rund 1000 PKW-Einstellplätzen.

## Nutzung
In dem Einkaufszentrum sind Einzelhandels- und Dienstleistungsunternehmen angesiedelt. Der Branchenmix besteht unter anderem aus Schuhen, Sport, Gesundheit und Hartwaren. Einen Großteil der Fläche nimmt die Textilbranche ein, außerdem gibt es einen Supermarkt und Gastronomieeinrichtungen. Die Kö-Galerie hat rund 100 Ladenlokale, die von vier Ladenpassagen zu erreichen und in einer Zentralhalle angeordnet sind. Das Gebäude verfügt über 30.000 m² Bürofläche mit rund 50 Mietern. Die etwa 5000 m² Verkehrsfläche werden unter anderem für Firmenpräsentationen oder kulturelle Veranstaltungen genutzt. Sechsmal jährlich findet in den breiten Gängen ein überregionaler Antikmarkt statt.